# Закревский, Арсений Андреевич
Граф (1856) Арсе́ний Андре́евич Закре́вский (13 [24] сентября 1783, село Берниково, Тверская губерния — 11 [23] января 1865, Флоренция) — русский военный и государственный деятель, генерал-губернатор Финляндии (1823—1831), одновременно министр внутренних дел (1828—1831), московский генерал-губернатор (1848—1859). Сенатор (1826).

## Биография
Сын тверского помещика Андрея Ивановича Закревского, отставного поручика, и его жены Анны Алексеевны, урождённой Солнцевой — не очень знатного семейства Закревских; Денис Давыдов писал ему: «Ты не из того класса, который в колыбели валяется на розовых листах и в зрелые годы не сходит с атласного дивана, а из наших братьев, перешедших на диван (и то кожаный, и по милости царя и верной службы) с пука соломы».
В 1795—1802 годах учился в Гродненском (Шкловском) кадетском корпусе, по окончании которого был определён прапорщиком в Архангелогородский мушкетерский полк. В 1818 году, когда императорский двор был в Москве, Александр I, зная о недостаточности средств Закревского, способствовал его женитьбе на одной из богатейших невест того времени, графине Аграфене Фёдоровне Толстой.

### Военная служба

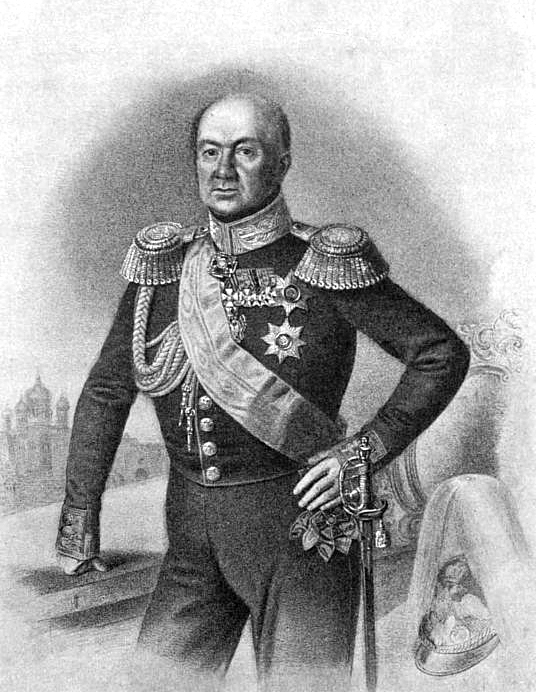
Генерал-адъютант граф А. А. Закревский. Гравюра по рисунку с натуры

Участвовал в войнах с Францией (1805, 1806—1807, 1812—1815), Швецией (1808—1809) и Турцией (1806—1811). В битве при Аустерлице спас командира полка генерала Н. М. Каменского, адъютантом которого был, и за проявленную храбрость удостоился ордена Святой Анны 3‑й степени, а в 1806 году Закревского произвели в полковые адъютанты. Отличился в сражении у Прейсиш-Эйлау. В апреле 1807 года он стал бригадным адъютантом. Во время русско-шведской войны принимал участие в сражениях у озера Куортане, при Оровайсе и др. В декабре 1808 года был назначен начальником канцелярии главнокомандующего Русской армией в Финляндии и удостоился ордена Святого Владимира 4‑й степени с бантом, а за участие в сражениях в Вестерботнии, при Зеераре и у гавани Ратан получил золотую шпагу «За храбрость».

После назначения Каменского главнокомандующим русской армией в Молдавии в марте 1810 года Закревский был назначен начальником его походной канцелярии. Участвовал в сражениях при Батине, в штурме Рущука, дважды был ранен и дважды контужен. 22 сентября 1811 года награждён орденом Св. Георгия 4-го класса № 1009 
в воздаяние отличного мужества и храбрости, явленных в течение кампании против турок прошедшего 1810 года, где главнокомандовавшим генералом графом Каменским, у коего находился, был употреблен, яко исправный офицер, и все делаемые поручения исполнял всегда с благоразумием и усердием, особенно ж 26 августа, при разбитии неприятельских войск при сел. Батине, во время штурма послан был в самые опасные места и хотя получил две контузии, но не переставал отправлять своей должности.
В мае 1811 года тяжело заболевший Каменский покинул армию, и Закревский, уже в чине майора, сопровождал начальника в Одессу, где тот скончался. Перед смертью Каменский вручил адъютанту документы для передачи императору, и Закревский, похоронив своего генерала, поехал в Петербург. В декабре 1811 года после аудиенции у Александра I он был назначен адъютантом Барклая де Толли.
30 января 1812 года он был произведён в подполковники, а 13 февраля — в полковники лейб-гвардии Преображенского полка и, наконец, 21 марта назначен начальником «Особенной канцелярии при военном министре», то есть стал руководителем русской военной разведки и контрразведки.
Во время Отечественной войны был в действующей армии; отличился в боях под Витебском, Смоленском, при Валутиной горе, в Бородинском сражении. С декабря 1812 года Закревский — флигель-адъютант при императоре. Участвовал в заграничных походах русской армии, состоял при Барклае де Толли и при Александре I; 15 сентября 1813 года за отличие в битве под Кульмом его произвели в генерал‑майоры, а 8 октября за участие в сражении под Лейпцигом — в генерал‑адъютанты; взятие Парижа ознаменовалось получением ордена Святой Анны 1‑й степени.
С декабря 1815 года по 1823 год Закревский занимал пост дежурного генерала Главного штаба, руководил инспекторским и аудиторским департаментами, а также военной типографией. Часто на период отсутствия замещал князя П. М. Волконского. В 1818 году женился на Аграфене Толстой, наследнице большого состояния. В августе А. Я. Булгаков докладывал брату в Москву: «Закревский целый день работает, как собака, а в отсутствие Государево будет отправлять должность Волконского. В Москве попляшем на его свадьбе. У него куча фрукт в углу, и он то одного, то другого поест, а всё ему присылает это невеста из Москвы».

### Служба в 1820-е годы
30 августа 1823 года Закревский был назначен генерал-губернатором Финляндии, получив чин генерал-лейтенанта; 9 марта 1824 года он отправился к новому месту службы. С 19 апреля 1828 года, Закревский, оставаясь генерал-губернатором Финляндии, стал министром внутренних дел России, установив в министерстве железную дисциплину; не было ничего, что бы Закревский не регламентировал, — он определил даже форму чиновничьих перьев. Однако, в те годы он «пользовался репутацией разумного, дельного и обходительного человека».
С 1828 по 1831 год Арсений Андреевич Закревский исполнял обязанности председателя Сибирского комитета.
В 1830—1831 гг. он был назначен руководить ликвидацией холерной эпидемии на юге России. Деятельность его была неудачная и в октябре 1831 года он подал в отставку, которая была удовлетворена Николаем I. По поводу отставки А. Я. Булгаков писал брату в Санкт-Петербург следующее: «Все генерально жалеют, что государь лишается столь верного слуги, а некоторые недоброжелатели говорят, что при отличных своих качествах Закревский был не на своем месте».
Поселившись в своих имениях Студенец на Пресне и Ивановское на территории современного Подольска, А. А. Закревский на протяжении ряда лет занимался улучшениями по хозяйству и перестройками. В гости к супругам Закревским, по воспоминаниям современников, в 1830-е годы съезжалась вся Москва.

### Генерал-губернатор Москвы (1848—1859)

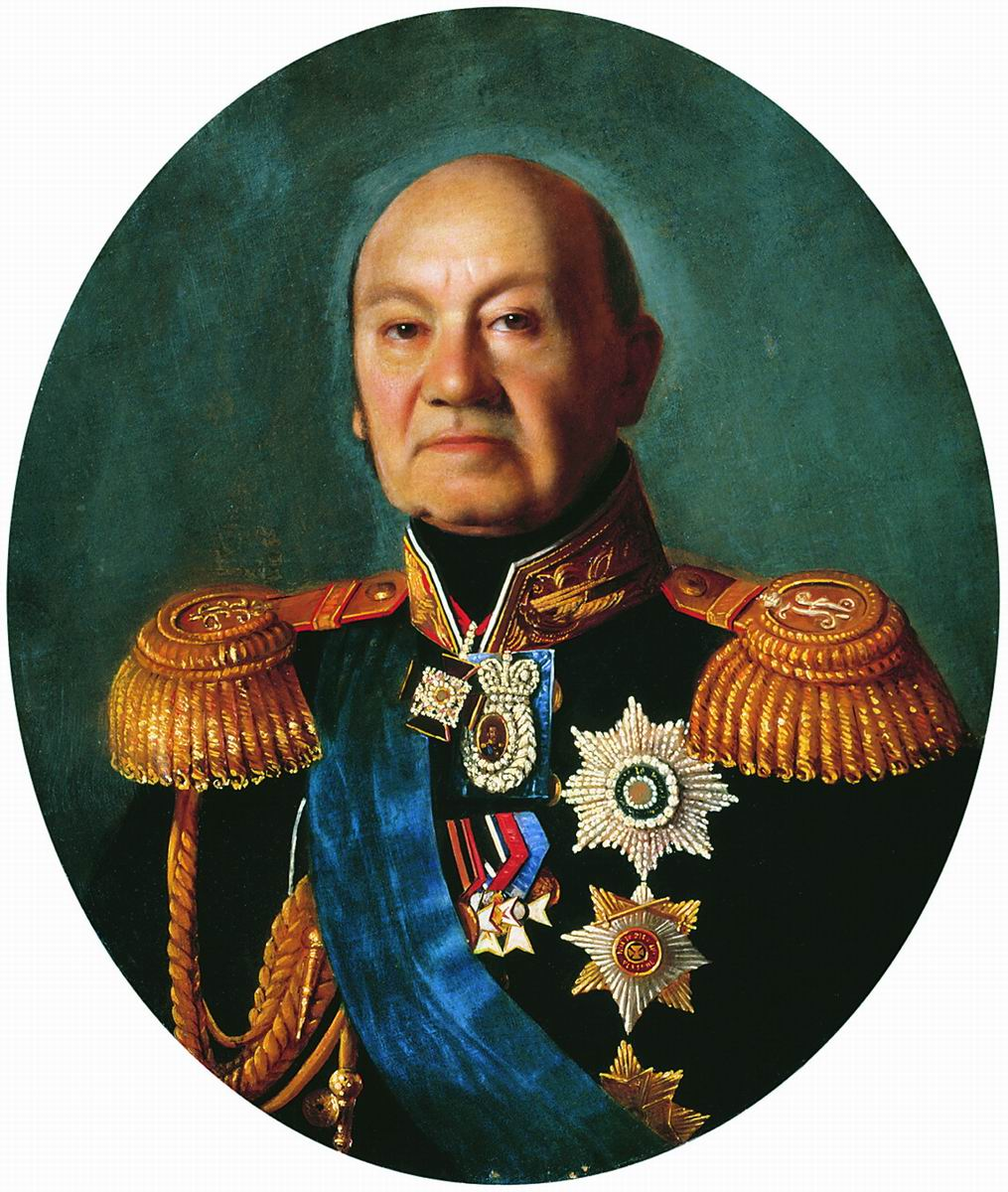
Генерал-губернатор А. А. Закревский

В мае 1848 года император Николай I, напуганный революционной волной в Европе, вызвал Закревского из отставки и назначил его военным генерал-губернатором Москвы вместо князя А. Г. Щербатова, а 1 ноября Закревский был утверждён членом Государственного совета и получил орден Андрея Первозванного. Эту должность он занял в возрасте 65-ти лет и в течение почти 11 лет нагонял страх на москвичей своим самодурством, превышением власти и подозрительностью ко всем инакомыслящим. Он сразу же предпринял крутые меры, снискавшие недобрую память в либеральных кругах. В сущности, Закревский хотел навести порядок в Москве, он пытался даже бороться со взяточничеством. Но при этом он не оставался в границах разумного, он регламентировал всё и вся, даже время окончания балов и званых вечеров. Как вспоминал Б. Н. Чичерин:
С новым царствованием он преобразился согласно с новыми требованиями и в 1848 году явился в Москву настоящим типом николаевского генерала, олицетворением всей наглости грубой, невежественной и ничем не сдержанной власти. Он хотел, чтобы всё перед ним трепетало, и если дворянству он оказывал некоторое уважение, то с купцами он обращался совершенно как с лакеями. Закревский всюду видел злоумышленников; в особенности либералы были предметом зоркого наблюдения; шпионство было организовано в обширных размерах.
В своём желании навести строгий порядок он возражал и против полезных реформ, в частности — противодействовал инициативам доктора Ф. П. Гааза в области попечительства тюрем и медицинских проблем арестантов.
По свидетельству Д. Н. Свербеева, Закревский запомнился москвичам «своим самодурством и весьма плохим образованием: над ним смеялись в обществе за то, что он не понимал по-французски». Контраст с его предшественником, холёным аристократом и просвещённым вельможей Д. В. Голицыным, казался разительным. В прогрессивных кругах Закревский получил репутацию закоренелого реакционера. В докладах царю даже против самых аполитичных личностей он ставил отметку: «Готовый на всё». В Москве за ним закрепились прозвища Arsenic I и Чурбан-паша. Общественное недовольство его правлением нашло отражение в сатире Н. Ф. Павлова, стилизованной под обращение к генерал-губернатору.
В апреле 1859 г. Александр II отправил Закревского в отставку под предлогом скандала, вспыхнувшего вокруг имени его дочери, Лидии Нессельроде: она во второй раз вышла замуж, за князя Д. В. Друцкого-Соколинского, не разведясь с первым мужем, Дмитрием Карловичем Нессельроде. Синод признал второй брак недействительным, и дочь Закревского с её новым мужем вынуждены были жить за границей.

### После отставки

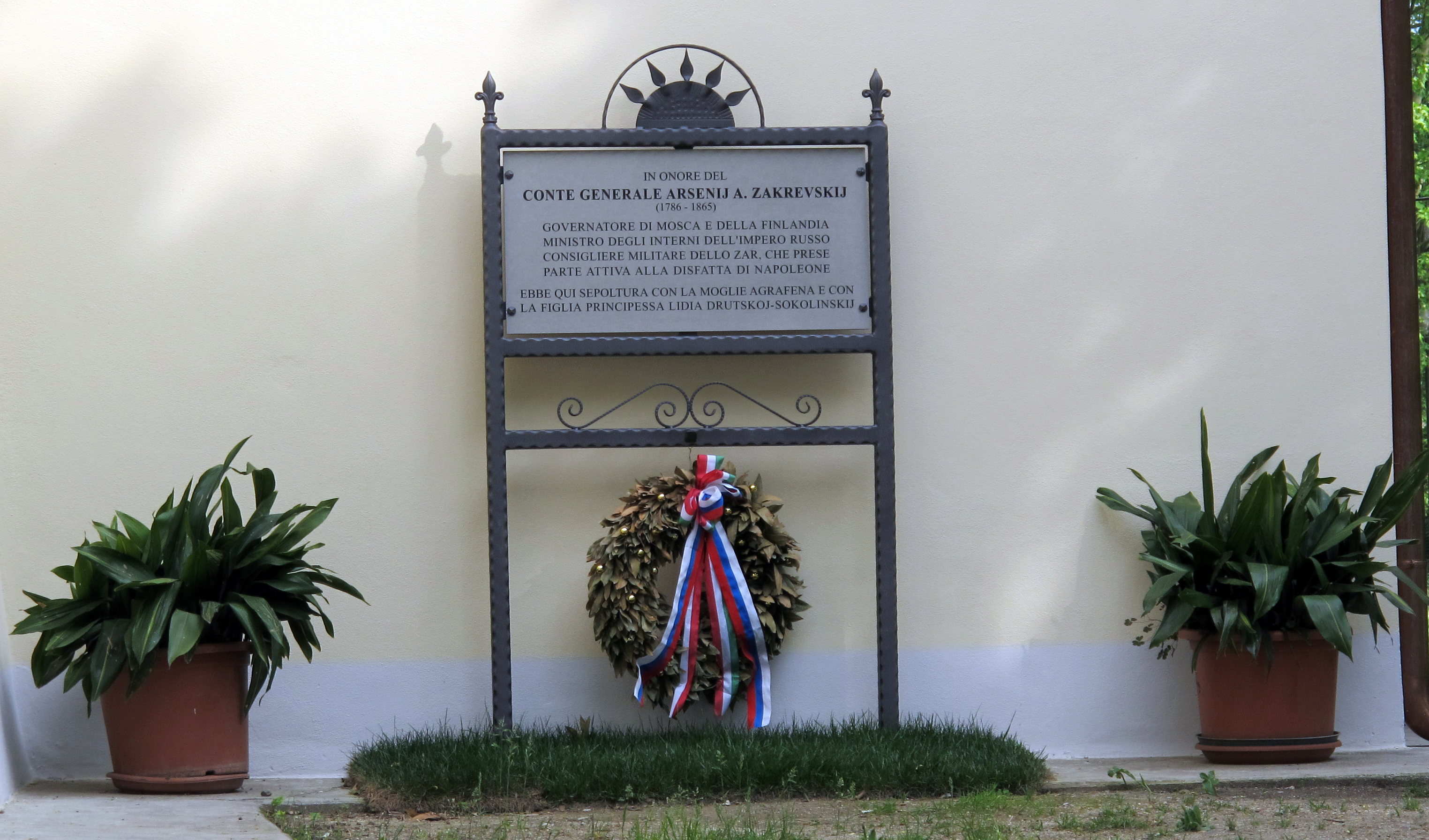
Памятный знак на месте первого захоронения А. А. Закревского

Затеянные новым императором реформы Закревский не поддержал, поэтому сделался неугодным в дворцовых кругах. Говорили, что он долго отказывался верить известию об отмене крепостного права. При этом в собственных имениях Закревского для крестьян обязательно строили школы и больницы, а сами крестьяне жили материально благополучно.
В 1861 году Закревский уехал в Италию, где провёл остаток своих дней в семье дочери. Скончался от разрыва аорты 11 (23) января 1865 года и был похоронен в усадебной церкви, принадлежащей его имению Гальчето. В связи с продажей имения, в 1925 году останки были перенесены в могилу на городском кладбище Монтемурло, но из-за отсутствия ухода вновь эксгумированы и помещены в общую костницу.

## Чины
- Прапорщик (19.11.1802)[15]
- Капитан (12.12.1808)
- Майор (28.07.1810)
- Подполковник (30.01.1812)
- Полковник (13.02.1812)
- Флигель-адъютант (03.12.1812)
- Генерал-майор (15.09.1813)
- Генерал-адъютант (08.10.1813)
- Генерал-лейтенант (30.08.1821)
- Генерал от инфантерии (08.10.1845)

## Награды
- Орден Святой Анны 4-й степени за отличие при Аустерлице (25.11.1806)[15][16]
- Золотой Крест «За победу при Прейсиш-Эйлау» (1807)
- Орден Святого Владимира 4-й степени с бантом (15.02.1809)
- Золотая шпага с надписью «За храбрость» (20.12.1809)
- Орден Святого Георгия 4-й степени (22.09.1811)
- Орден Святого Владимира 3-й степени (10.04.1813)
- Орден Святой Анны 1-й степени (04.05.1814)
- Алмазные знаки к ордену Святой Анны 1-й степени (30.08.1815)
- Орден Святого Владимира 2-й степени (30.08.1816)
- Табакерка с портретом Его Императорского Величества, бриллиантами украшенная (11.12.1819)
- Табакерка с портретом Его Императорского Величества, бриллиантами украшенная (01.01.1825)
- Орден Святого Александра Невского (25.12.1825)
- Алмазные знаки к ордену Святого Александра Невского (20.04.1830)
- Высочайший рескрипт (01.03.1831)
- Орден Святого Андрея Первозванного (03.04.1849)
- Орден Белого орла (03.04.1849)
- Орден Святого Владимира 1-й степени (03.09.1851)
- Алмазные знаки к ордену Святого Андрея Первозванного (08.09.1855)
- Портрет Государя Императора, украшенный алмазами, для ношения в петлице на Георгиевской ленте (26.08.1856)
- Знак отличия беспорочной службы за XXXV лет (22.08.1857)

Иностранные:
- прусский орден Pour le Mérite (1807)
- австрийский Орден Леопольда 2-й степени (1813)
- прусский Орден Красного Орла 2-й степени (1813)
- баварский Военный орден Максимилиана Иосифа (1814)
- вюртембергский Орден «За военные заслуги» (1814)
- французский Орден Святого Людовика (1815)
- персидский Орден Льва и Солнца 1-й степени (1853)
- нидерландский Орден Нидерландского льва большой крест (1853)

## Семья
Жена — графиня Аграфена Фёдоровна Толстая, единственная дочь графа Ф. А. Толстого, одна из знаменитейших красавиц пушкинского времени, воспетая выдающимися поэтами: Пушкиным, Баратынским, Вяземским. Она унаследовала имения отца в Пензенской, Нижегородской и Московской губерниях, включая Ивановское на территории современного Подольска и Студенец на Пресне. Дети:
- Лидия (30.6.1826 — 1884), крестница императора Николая I; с января 1847 г. замужем за Дмитрием Нессельроде (1816—1891), сыном графа К. В. Нессельроде; вела свободную от светских условностей жизнь; в 1859 г. при жизни первого мужа и без развода с ним стала женой князя Д. В. Друцкого-Соколинского, этот брак был признан незаконным по определению Священного Синода Русской православной церкви;
- Ольга (7.3.1833 — 23.5.1833).